# Pyronia chitralica
Pyronia chitralica är en fjärilsart som beskrevs av Robert Christopher Tytler 1926. Pyronia chitralica ingår i släktet Pyronia och familjen praktfjärilar. Inga underarter finns listade.